# Dêqên (Kreis)
| Tibetische Bezeichnung                   |
| ---------------------------------------- |
| Tibetische Schrift: བདེ་ཆེན་རྫོང་            |
| Wylie-Transliteration: bde chen rdzong   |
| Aussprache in IPA: [tetɕẽ]               |
| Offizielle Transkription der VRCh: Dêqên |
| THDL-Transkription: Dechen               |
| Chinesische Bezeichnung                  |
| Traditionell: 德欽縣                     |
| Vereinfacht: 德钦县                      |
| Pinyin:Déqīn Xiàn                        |

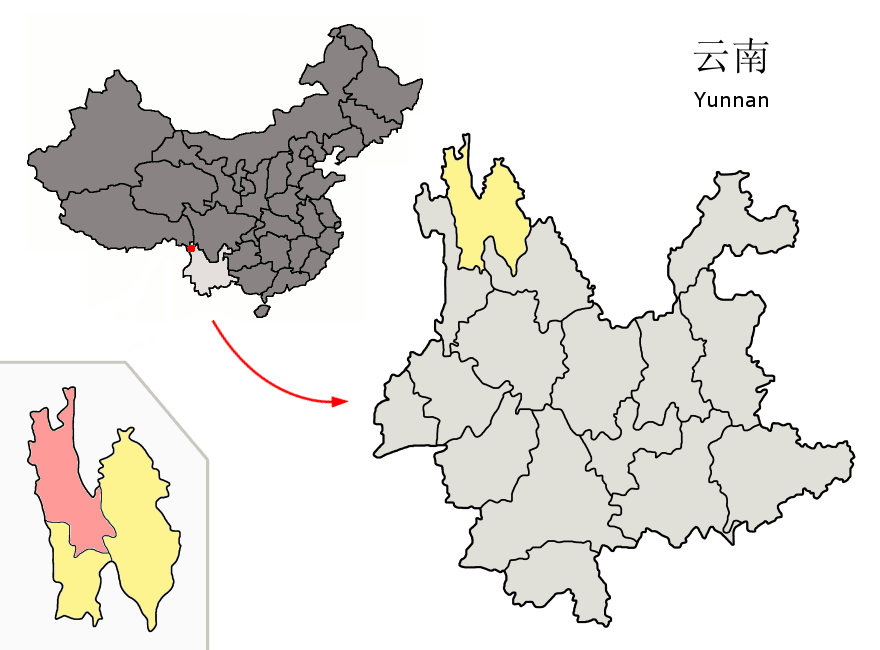
Lage des Kreises Dêqên (rosa) im Autonomen Bezirk Dêqên der Tibeter (gelb)

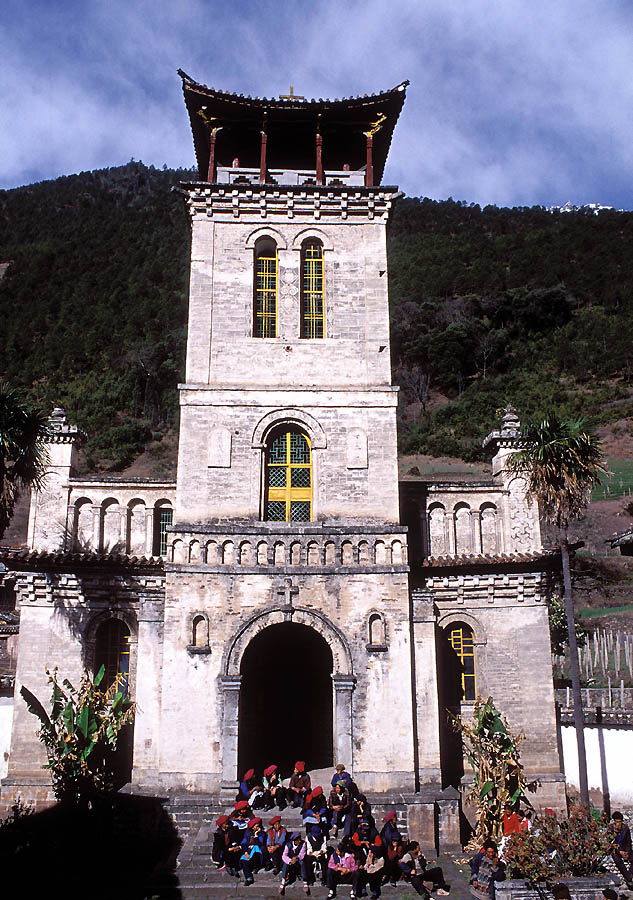
Die katholische Kirche im Dorf Cizhong

Der Kreis Dêqên (tib. Dechen Dzong; chinesisch 德钦县, Pinyin Déqīn Xiàn) ist ein Kreis im Autonomen Bezirk Dêqên der Tibeter in der chinesischen Provinz Yunnan. Er liegt an der Grenze zum Autonomen Gebiet Tibet und zur Provinz Sichuan. Der Kreis hat eine Fläche von 7.293 Quadratkilometern und zählt 54.736 Einwohner (Stand: Zensus 2020). Sein Hauptort ist die Großgemeinde Shengping 升平镇.
Die katholische Kirche im Dorf Cizhong (Cizhong jiaotang 茨中教堂) steht seit 2006 auf der Liste der Denkmäler der Volksrepublik China (6-1054).

## Administrative Gliederung
Auf Gemeindeebene setzt sich der Kreis aus zwei Großgemeinden und sechs Gemeinden (davon zwei Nationalitätengemeinden der Lisu) zusammen. Diese sind (chin.):
- Großgemeinde Shengping 升平镇
- Großgemeinde Benzilan 奔子栏镇

- Gemeinde Foshan 佛山乡
- Gemeinde Yunling 云岭乡
- Gemeinde Yanmen 燕门乡
- Gemeinde Tuoding der Lisu 拖顶傈僳族乡
- Gemeinde Xiaruo der Lisu 霞若傈僳族乡
- Gemeinde Yangla 羊拉乡

## Ethnische Gliederung der Bevölkerung (2000)
Beim Zensus im Jahr 2000 hatte der Kreis Dêqên 60.085 Einwohner.
| Name des Volkes | Einwohner | Anteil  |
| --------------- | --------- | ------- |
| Tibeter         | 47.741    | 79,46 % |
| Lisu            | 8.673     | 14,43 % |
| Han             | 1.613     | 2,68 %  |
| Bai             | 969       | 1,61 %  |
| Naxi            | 940       | 1,56 %  |
| Hui             | 108       | 0,18 %  |
| Yi              | 14        | 0,02 %  |
| Uiguren         | 11        | 0,02 %  |
| Miao            | 5         | 0,01 %  |
| Mongolen        | 5         | 0,01 %  |
| Sonstige        | 6         | 0,01 %  |